# Décines-Charpieu
Décines-Charpieu (francouzská výslovnost: [decin ʃaʁpjø] IPA) je obec v Métropole de Lyon v regionu Auvergne-Rhône-Alpes ve východní Francii.

## Geografie
Obcí protéká kanál Rhôny, nazvaný Canal de Jonage. Reliéf oblasti byl ovlivněný čtvrtohorním ledovcem, který po sobě zanechal morény a štěrkové usazeniny. Obec se nachází 10 km od centra Lyonu.

## Demografie
Obyvatelé obce se nazývají Décinois (pro mužský rod), Décinoises (ženský rod). Obec má 29 731 obyvatel.

## Partnerská města
Obec má tři partnerská města:
- Stepanavan, Arménie (od roku 1992)
- Monsummano Terme, Itálie (od roku 2001)
- Arcos de Valdevez, Portugalsko (od roku 2018).

## Slavní rodáci
Z Décines-Charpieu pochází francouzský spisovatel Michael Roch (13. září 1987, Décines-Charpieu).